# Ryōta Murata
Ryōta Murata (jap. 村田 諒太, Murata Ryōta; * 12. Januar 1986 in Nara, Präfektur Nara) ist ein japanischer Profiboxer, sowie ehemaliger WBA-Weltmeister im Mittelgewicht. Er wurde bei den Amateuren 2011 Vizeweltmeister und 2012 Olympiasieger.

## Amateurkarriere
Murata wurde in den Jahren 2004, 2007, 2009, 2010 und 2011 Japanischer Meister im Mittelgewicht.
Er gewann 2005 eine Bronzemedaille bei den Asienmeisterschaften, schied jedoch bei den Weltmeisterschaften 2005 in der Vorrunde gegen Nikolajs Grišuņins aus.
Bei den Asienspielen 2006 unterlag er in der Vorrunde gegen Baqtijar Artajew und verlor bei den Weltmeisterschaften 2007 in der zweiten Vorrunde gegen Shawn Estrada.
Bei den asiatischen Olympia-Qualifikationsturnieren 2008 in Bangkok und Astana schied er jeweils im Halbfinale gegen Elshod Rasulov bzw. im Viertelfinale gegen Hamyoun Amiri aus, worauf er seine Karriere vorläufig beendete.
Sein Comeback gab er bei den Asienmeisterschaften 2011, wo er im Viertelfinale gegen Shukhrat Abdullayev verlor.
Bei den Weltmeisterschaften 2011 in Baku drang er dann überraschend durch Siege gegen Leandro Sánchez, Abbos Atoyev, Mohammad Sattarpoor, Stefan Härtel, Darren O’Neill und Esquiva Falcão bis in das Finale vor, wo er nur knapp mit 22:24 gegen Jewhen Chytrow unterlag. Als Vize-Weltmeister war er für die Olympischen Sommerspiele 2012 in London qualifiziert und gewann mit Siegen gegen Abdelmalek Rahou, Adem Kılıççı, Abbos Atoyev und Esquiva Falcão die Goldmedaille. Er wurde so zum ersten japanischen Olympiasieger im Boxen seit Takao Sakurai 1964.
Er beendete seine Amateurkarriere nach 138 Kämpfen mit 119 Siegen.

## Profikarriere
Im Juni 2013 wurde er vom US-Promoter Top Rank unter Vertrag genommen, sein Co-Promoter ist Teiken Boxing. Er gewann zwölf Kämpfe in Folge gegen Gegner mit positiver Bilanz, darunter Carlos Nascimento (29-3) und George Tahdooahnippah (34-2).
Am 20. Mai 2017 boxte er in Tokio um den WBA-Weltmeistertitel im Mittelgewicht, wobei er durch geteilte Punktentscheidung gegen Hassan N’Dam N’Jikam (35-2) verlor. Der Kampfausgang war äußerst umstritten und führte zur Suspendierung von zwei der drei Punktrichtern. Im von der WBA angesetzten Rückkampf am 22. Oktober 2017 in Japan gewann Murata schließlich durch Aufgabe seines Gegners am Ende der siebenten Runde. Er wurde damit zum erst zweiten japanischen Profiweltmeister im Mittelgewicht nach Shinji Takehara, der den WBA-Titel dieser Gewichtsklasse 1995 gewonnen hatte.
Seine erste Titelverteidigung gewann er am 15. April 2018 durch TKO in der achten Runde gegen den Europameister Emanuele Blandamura (27-2). In seiner zweiten Titelverteidigung verlor er am 20. Oktober 2018 gegen Robert Brant (23-1). Den Rückkampf gegen Brant gewann er am 12. Juli 2019 durch TKO in der zweiten Runde und wurde dadurch erneut WBA-Weltmeister. Am 23. Dezember 2019 besiegte er in einer Titelverteidigung den Kanadier Steven Butler (28-1) durch TKO in der fünften Runde.
Am 9. April 2022 verlor er durch TKO in der neunten Runde gegen Gennadi Golowkin (41-1).